# 5 Dywizjon Taborów

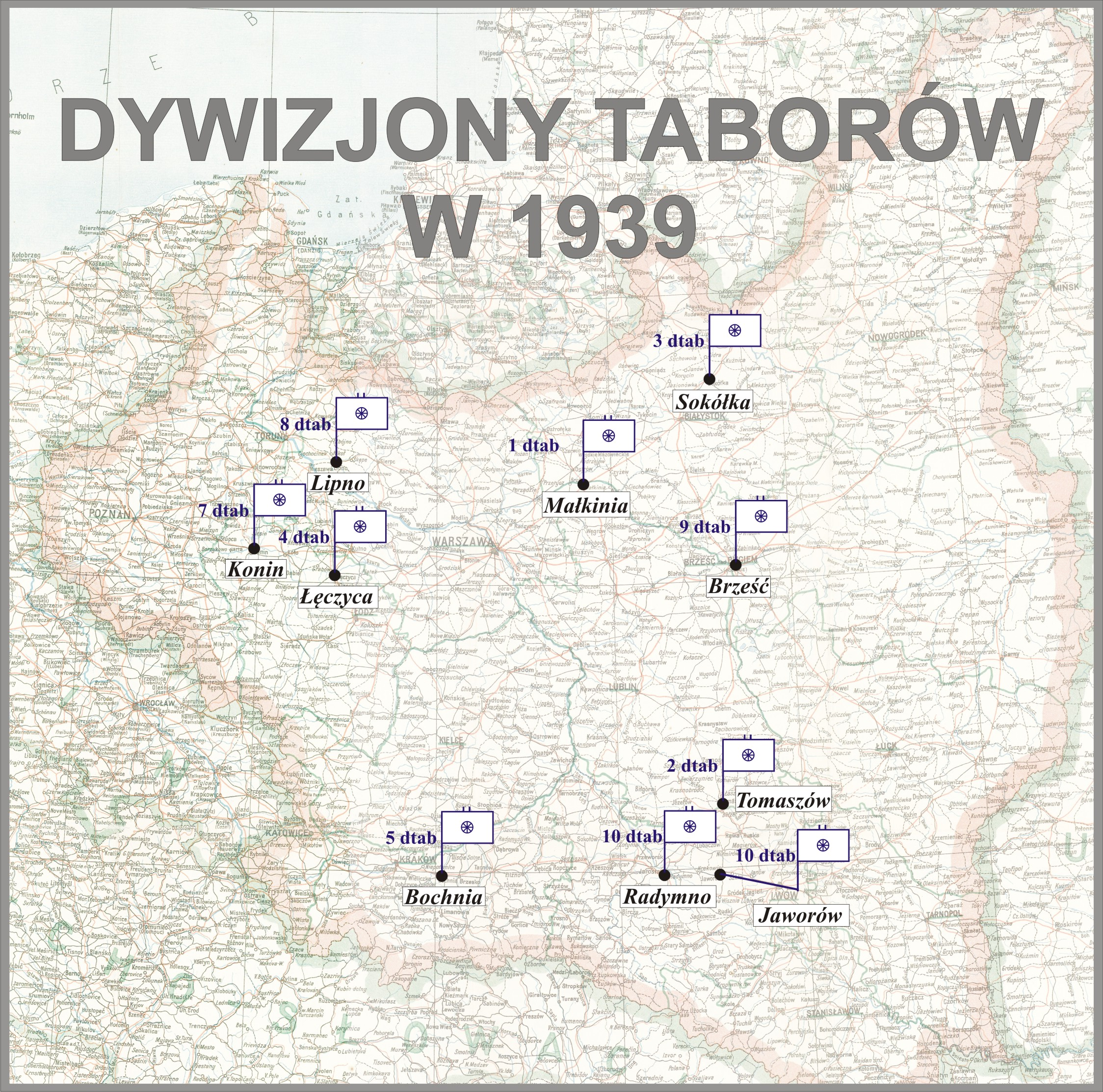
Polskie dywizjony taborów w 1939

5 Dywizjon Taborów – oddział taborów Wojska Polskiego w II Rzeczypospolitej.
W okresie swojego istnienia jednostka przechodziła kilkakrotnie reorganizację. W 1923 dywizjon stacjonował w Krakowie, a w 1939 w Bochni.

## Forowanie i zmiany organizacyjne
W 1923 dywizjon podlegał  Dowództwu Okręgu Korpusu Nr V i stacjonował w Krakowie. Dowódca dywizjonu pełnił jednocześnie funkcję szefa taborów Okręgu Korpusu Nr V.
1 października 1925, w związku z reorganizacją wojsk taborowych, dywizjon został przeformowany w 5 szwadron taborów. Jednocześnie zostało utworzone Szefostwo Taborów Dowództwa Okręgu Korpusu Nr V. W lipcu 1926, „w związku z redukcją stanów liczebnych formacji taborowych (rozkaz MSWojsk. Oddz. I Szt. Gen. L. 2579/org. i rozporządzenie wykonawcze Dep. II L. 1600/tab. tjn.)” szwadron zmienił swoją organizację.
W 1939 dowództwo 5 dywizjonu taborów stacjonowało w Bochni.

## Struktura organizacyjna
Organizacja dywizjonu w 1923
- dowództwo dywizjonu
- cztery lub pięć szwadronów taborowych[a]
- skład i warsztat taborowy
- kadra szwadronu zapasowego
- kadra Okręgowego Szpitala Koni nr V w Krakowie[8]
- kolumny przewozowe

## Obsada personalna
Dowódcy dywizjonu
- mjr / ppłk tab. Jan Kostrzewski (20 IV 1921[9][10][11] – IX 1925 → szef Szefostwa Taborów DOK V[12])
- mjr tab. Franciszek Mazaraki (od 1 X 1925[12] – 30 IX 1927 → stan spoczynku[13])
- kpt. tab. Józef Maziarz (XI 1927[14][15] – 1 IV 1929 → kierownik referatu taborów w Szefostwie Intendentury i Taborów OK III[16])
- kpt. tab. Stefan II Gajewski (p.o. IV 1929[17] – IX 1930 → dyspozycja dowódcy OK V[18])
- ppłk tab. Jan Kostrzewski (I 1931[19][20] – 30 IV 1933 → stan spoczynku[21])
- mjr tab. Stefan Józef Michura (VI 1933[22] – XI 1935 → Dowództwo Taborów i Szefostwo Remontu)
- mjr tab. Ludwik Skibiński-Orliński (XI 1935 – II 1938 → senator RP)
- ppłk tab. Szymon Skoczylas (był III 1939)

Zastępcy dowódcy dywizjonu
- kpt. / mjr tab. Stefan Józef Michura (1923[10][11] – 1 X 1925 → dowódca 9 szw. tab.[23])
- mjr tab. Stefan Józef Michura (X 1930[24] – VI 1933 → dowódca dywizjonu)
- mjr tab. Stanisław Olgierd Królikowski (od IX 1933[25])
- mjr tab. Zygmunt Siewiński (1937 – IX 1939)

Kwatermistrzowie
- rtm. tab. Leon Staniek (od 1 X 1925[12][26])
- kpt. tab. Józef Maziarz (VI[27] – XI 1927 → dowódca szwadronu)
- kpt. tab. Stefan II Gajewski (od X 1927[28])
- kpt. tab. Józef Maziarz (od X 1930[29])
- kpt. Alfred Tatarka (1939)

Obsada personalna 5 dywizjonu taborów w marcu 1939 roku
- dowódca dywizjonu – ppłk tab. Szymon Skoczylas †1940 Charków[32]
- I zastępca dowódcy – mjr tab. Zygmunt Siewiński †1940 Charków[33]
- adiutant – mjr Leon Staniek (od 1 IV 1939 komendant Kadry 4 dtab.)
- lekarz medycyny – por. lek. Mikołaj Kołodyński
- lekarz weterynarii – mjr lek. wet. Marcin Władysław Kościuszko[c]
- II zastępca dowódcy [kwatermistrz] – kpt. Alfred Tatarka †1940 Katyń[34]
- oficer mobilizacyjny – kpt. Juliusz Szczęsny Niklas †1940 Charków[35]
- zastępca oficera mobilizacyjnego – chor. Mieczysław Gofroń[d]
- oficer administracyjno-materiałowy – kpt. Roman Ignacy Kobyliński †16 IX 1939
- oficer gospodarczy – kpt. int. Jan Wnęk †1940 Charków[40]
- oficer żywnościowy – chor. Piotr Włosek
- dowódca szwadronu gospodarczego – kpt. Tomasz Wiński
- dowódca szwadronu młodszego rocznika – kpt. Stanisław Olczak[e]
- dowódca szwadronu szkolnego – kpt. Emil Kikiniss[f]
- wykładowca i instruktor – kpt. Alfred Kleiber[g]
- wykładowca i instruktor – kpt. Aleksander Feliks Koralewski †1940 Charków[56]
- wykładowca i instruktor – kpt. Eberhard Ernest Józef Reinke[h]
- wykładowca i instruktor – kpt. Stanisław Jan Aleksander Schaeffer[i]
- wykładowca i instruktor – kpt. Antoni Waszyński[j]
- wykładowca i instruktor – por. Jan Antoni Chmielewski[k]
- kierownik warsztatów szkolnych – mjr Michał Wit[l]

### Żołnierze dywizjonu – ofiary zbrodni katyńskiej
Biogramy zamordowanych znajdują się na stronie internetowej Muzeum Katyńskiego
| Nazwisko i imię                       | stopień                   | zawód              | miejsce pracy przed mobilizacją         | zamordowany |
| ------------------------------------- | ------------------------- | ------------------ | --------------------------------------- | ----------- |
| Jan Ignacy Bahdaj                     | podporucznik kontraktowy  | prawnik            | 5 dtab.                                 | Katyń       |
| Kazimierz Krzemiński                  | porucznik rezerwy         | inżynier metalurg  | Huta Baildon w Katowicach               | Katyń       |
| Romuald Antoni Lukas                  | podporucznik rezerwy      | inżynier budowlany | pracował w pow. tarnogórskim            | Katyń       |
| Stanisław Malarski                    | porucznik rezerwy         |                    | kopalnia „Wiesław” w Dąbrowie Górniczej | Katyń       |
| Zygfryd Munk                          | porucznik rezerwy         | kupiec             |                                         | Katyń       |
| Franciszek Nestarowski                | podporucznik rezerwy      | prawnik            |                                         | Katyń       |
| Aleksander Rzążewski                  | porucznik rezerwy         | handlowiec         | dyr. Banku SA w Poznaniu                | Katyń       |
| Włodzimierz Stogniew-Ułasewicz        | podporucznik rezerwy      | urzędnik           | Poczta Polska w Wołkowysku              | Katyń       |
| dr Aleksander Blatt                   | porucznik rezerwy         | prawnik            | współwłaściciel fabryki konfekcyjnej    | Charków     |
| Tomasz Kowalczyk                      | podporucznik rezerwy      |                    | właściciel ziemski                      | Charków     |
| Kazimierz Michał Kursa                | podporucznik rezerwy      |                    |                                         | Charków     |
| dr Ludwik Mansch vel Mansch de Leoney | porucznik rezerwy         | sędzia okręgowy    | Sąd Okręgowy w Katowicach               | Charków     |
| Władysław Puławski                    | porucznik rezerwy         | inżynier chemik    | dyr. Cementowni w Wysokiej              | Charków     |
| Antoni Świerczkowski                  | porucznik taborów rezerwy | ziemianin          | wł. maj. Kłobia                         | Charków     |
| Mieczysław Targowski-Tarnawa          | porucznik rezerwy         | ziemianin          |                                         | Charków     |